# Estatuto do Nascituro
Estatuto do Nascituro é um projeto de lei brasileiro que visa garantir proteção integral ao nascituro. Foi inicialmente proposto em 2005 pelos deputados Osmânio Pereira (na época filiado ao PTB de Minas Gerais) e Elimar Máximo Damasceno (na época filiado ao Prona de São Paulo). O projeto também visava proibir a pesquisa com células tronco embrionárias no país. O projeto foi arquivado em 31 de janeiro de 2007. No entanto, em 19 de março de 2007, os deputados federais Luiz Carlos Bassuma (na época filiado ao PT da Bahia)  e Miguel Martini (na época filiado ao PHS de Minas Gerais) apresentaram um novo projeto de lei semelhante: o P.L. 478/2007.
Tais projetos de lei têm sido alvo de muitas discussões e críticas por possibilitar a interpretação da proibição do aborto em qualquer situação, pois considera que a vida humana surge desde a concepção, conforme definição do Art. 3º desse Projeto de Lei (478/2007), constituindo, assim,  uma incompatibilidade com os direitos já estabelecidos no Artigo 128 do CP.
Para elucidar tal discordância, foi adicionado ao caput do Artigo 13 do PL 478/2007, na provável data de 19/05/2010, a seguinte expressão: "ressalvados o disposto no Art. 128 do Código Penal Brasileiro".

## Projeto de 2007
O Projeto de Lei 478/2007, de autoria dos deputados federais Luiz Carlos Bassuma e Miguel Martini, defendia a alteração do código penal brasileiro para considerar o aborto como crime hediondo, proibir em todos os casos, além de proibir o congelamento, descarte e comércio de embriões humanos, com a única finalidade de serem suas células transplantadas em adultos doentes.
Foi aprovado na Comissão de Seguridade Social e Família da Câmara dos Deputados do Brasil por 17 votos a favor e 7 contra, um substitutivo de autoria de Solange Almeida que não altera nenhum trecho do código penal, nem faz qualquer menção a questão de comércio, congelamento e descarte dos embriões humanos. O substitutivo já foi para a Comissão de Finanças e Tributação e foi aprovado. Para ser realmente aprovada, a PL 478/07 deve passar ainda pela Comissão de Constituição e Justiça e de Cidadania (CCJC) para, em seguida, ser apresentada e votada em plenário.

## Direito ao contraditório
O estatuto passou em 5 de junho de 2013 pela Comissão de Finanças e Tributação da Câmara, e segue para análise da Comissão de Constituição e Justiça.
O Conselho Nacional dos Direitos das Mulheres manifestou-se contrário ao estatuto, alegando que ele violaria os Direitos Humanos das mulheres, em especial os chamados "direitos sexuais e reprodutivos" da parcela feminina da humanidade, ao pretender reconhecer a dignidade humana desde o útero o que, segundo esse conselho, dificultaria a realização dos abortamentos nos casos não puníveis pelo Código Penal: risco de vida à gestante e estupro, bem como em casos de gravidez de feto anencéfalo, que deixou de ser punida por força de decisão do STF.
Os grupos contrários ao projeto afirmam que ele dificultaria o acesso das mulheres aos serviços de aborto previsto em lei - nos casos de risco de vida à gestante, de estupro e de gravidez de feto anencéfalo - e representaria um forte retrocesso em direitos fundamentais das mulheres, por desconsiderar a mulher como portadora de direitos sobre si mesma, atentar contra a liberdade de expressão (criminalizando as pessoas que defendem a legalização do aborto), condenar o uso da pílula do dia seguinte e as pesquisas com células-tronco.
Art. 13. O nascituro concebido em decorrência de estupro terá assegurado os seguintes direitos:
I – direito à assistência pré-natal, com acompanhamento psicológico da mãe;
II – direito de ser encaminhado à adoção, caso a mãe assim o deseje.
§ 1º Identificado o genitor do nascituro ou da criança já nascida, será este responsável por pensão alimentícia nos termos da lei.
§ 2º Na hipótese de a mãe vítima de estupro não dispor de meios econômicos suficientes para cuidar da vida, da saúde do desenvolvimento e da educação da criança, o Estado arcará com os custos respectivos até que venha a ser identificado e responsabilizado por pensão o genitor ou venha a ser adotada a criança, se assim for da vontade da mãe.
O texto atual do Estatuto do Nascituro foi apensado pela deputada Solange Almeida e pode ser encontrado no seguinte link da Câmara dos Deputados: http://www.camara.gov.br/proposicoesWeb/prop_mostrarintegra?codteor=718396&filename=SBT+1+CSSF+%3D%3E+PL+478/2007. A deputada sugeriu a supressão dos artigos 14 a 21, mantendo a definição do começo da vida no momento da fertilização do óvulo – inclusive em caso de fertilizações in vitro, colocando portanto em cheque a legalidade de pesquisas científicas e tratamentos de fertilidade no país. Ademais, a deputada recomenda que se mantenham os artigos que determinam que, em caso de gravidez decorrente de estupro, o genitor (caso identificado) deverá pagar pensão alimentícia, permitindo assim que se crie um torturador vínculo de longo prazo entre estuprador e vítima.
Caso aprovado, o Estatuto constituiria a proteção do direito a vida e proibiria totalmente o aborto no país, posto que o Código Penal atualmente permite a interrupção da gravidez no caso de violência sexual, de risco à integridade física da gestante e caso o feto seja diagnosticado com anencefalia, desde 1940; tal proposta ao entrar em vigor colocaria o Brasil no rol dos países com as mais duras leis anti-aborto e pró-vida no mundo, sendo diferente de outros países cuja área é legalizada em inúmeros lugares ao redor do mundo.

## Oposição política
O projeto sofre forte oposição de grupos feministas. O governo brasileiro também diz não apoiar o projeto por visar proibir o aborto em todos os casos, inclusive os previstos em lei, como em caso de estupro e risco de vida da mulher. A Organização das Nações Unidas pressiona o governo e diz que acompanha o trâmite do projeto. Para a ONU, esse projeto não pode ser aprovado porque reduzirá ainda mais a liberdade da mulher no país além de aumentar o número de abortos ilegais. Durante o Comitê para a Eliminação da Discriminação contra a Mulheres, que aconteceu no início de 2012, Eleonora Menicucci, ministra da Secretaria de Políticas para as Mulheres, apresentou a posição formal do governo contra o projeto.